# Deropeltis intermedia
Deropeltis intermedia es una especie de cucaracha del género Deropeltis, familia Blattidae.

## Distribución
Esta especie se encuentra en Sudáfrica y Mozambique.